# HV Bentelo
Bentelo is een Nederlandse handbalvereniging uit het Overijsselse Bentelo.

## Ontstaan
Bentelo is ontstaan door een afscheiding van de voetballeden van voetbalvereniging Bentelo. Bij de bestaande vereniging SV Bentelo werd een afdeling handbal opgericht. Het toenmalige voetbalbestuur werd aangevuld met drie leden van de afdeling handbal. In 1955 kreeg de afdeling een eigen bestuur, maar de financiën bleven in één kas.

## Resultaat
- 2011 2e
Eerste divisie
- 2012
- 2013 7e
Eerste divisie
- 2014
- 2015 9e
Eerste divisie
- 2016 9e
Eerste divisie
- 2017 10e
Eerste divisie
- 2018 10e
Eerste divisie
- 2019 13e
Eerste divisie
- 2020 10e
Tweede divisie A
- 2021
Tweede divisie B

- Eerste divisie
- Tweede divisie